# 1397
Portal Geschichte | Portal Biografien | Aktuelle Ereignisse | Jahreskalender | Tagesartikel

◄ |
13. Jahrhundert |
14. Jahrhundert
| 15. Jahrhundert | ►

◄ |
1360er |
1370er |
1380er |
1390er
| 1400er | 1410er | 1420er | ►

◄◄ |
◄ |
1393 |
1394 |
1395 |
1396 |
1397
| 1398 | 1399 | 1400 | 1401 | ► | ►►
Staatsoberhäupter  · Nekrolog
| Januar | Januar | Januar | Januar | Januar | Januar | Januar | Januar |
| Kw     | Mo     | Di     | Mi     | Do     | Fr     | Sa     | So     |
| ------ | ------ | ------ | ------ | ------ | ------ | ------ | ------ |
| 1      | 1      | 2      | 3      | 4      | 5      | 6      | 7      |
| 2      | 8      | 9      | 10     | 11     | 12     | 13     | 14     |
| 3      | 15     | 16     | 17     | 18     | 19     | 20     | 21     |
| 4      | 22     | 23     | 24     | 25     | 26     | 27     | 28     |
| 5      | 29     | 30     | 31     |        |        |        |        |

| Februar | Februar | Februar | Februar | Februar | Februar | Februar | Februar |
| Kw      | Mo      | Di      | Mi      | Do      | Fr      | Sa      | So      |
| ------- | ------- | ------- | ------- | ------- | ------- | ------- | ------- |
| 5       |         |         |         | 1       | 2       | 3       | 4       |
| 6       | 5       | 6       | 7       | 8       | 9       | 10      | 11      |
| 7       | 12      | 13      | 14      | 15      | 16      | 17      | 18      |
| 8       | 19      | 20      | 21      | 22      | 23      | 24      | 25      |
| 9       | 26      | 27      | 28      |         |         |         |         |

| März | März | März | März | März | März | März | März |
| Kw   | Mo   | Di   | Mi   | Do   | Fr   | Sa   | So   |
| ---- | ---- | ---- | ---- | ---- | ---- | ---- | ---- |
| 9    |      |      |      | 1    | 2    | 3    | 4    |
| 10   | 5    | 6    | 7    | 8    | 9    | 10   | 11   |
| 11   | 12   | 13   | 14   | 15   | 16   | 17   | 18   |
| 12   | 19   | 20   | 21   | 22   | 23   | 24   | 25   |
| 13   | 26   | 27   | 28   | 29   | 30   | 31   |      |

| April | April | April | April | April | April | April | April |
| Kw    | Mo    | Di    | Mi    | Do    | Fr    | Sa    | So    |
| ----- | ----- | ----- | ----- | ----- | ----- | ----- | ----- |
| 13    |       |       |       |       |       |       | 1     |
| 14    | 2     | 3     | 4     | 5     | 6     | 7     | 8     |
| 15    | 9     | 10    | 11    | 12    | 13    | 14    | 15    |
| 16    | 16    | 17    | 18    | 19    | 20    | 21    | 22    |
| 17    | 23    | 24    | 25    | 26    | 27    | 28    | 29    |
| 18    | 30    |       |       |       |       |       |       |

| Mai | Mai | Mai | Mai | Mai | Mai | Mai | Mai |
| Kw  | Mo  | Di  | Mi  | Do  | Fr  | Sa  | So  |
| --- | --- | --- | --- | --- | --- | --- | --- |
| 18  |     | 1   | 2   | 3   | 4   | 5   | 6   |
| 19  | 7   | 8   | 9   | 10  | 11  | 12  | 13  |
| 20  | 14  | 15  | 16  | 17  | 18  | 19  | 20  |
| 21  | 21  | 22  | 23  | 24  | 25  | 26  | 27  |
| 22  | 28  | 29  | 30  | 31  |     |     |     |

| Juni | Juni | Juni | Juni | Juni | Juni | Juni | Juni |
| Kw   | Mo   | Di   | Mi   | Do   | Fr   | Sa   | So   |
| ---- | ---- | ---- | ---- | ---- | ---- | ---- | ---- |
| 22   |      |      |      |      | 1    | 2    | 3    |
| 23   | 4    | 5    | 6    | 7    | 8    | 9    | 10   |
| 24   | 11   | 12   | 13   | 14   | 15   | 16   | 17   |
| 25   | 18   | 19   | 20   | 21   | 22   | 23   | 24   |
| 26   | 25   | 26   | 27   | 28   | 29   | 30   |      |

| Juli | Juli | Juli | Juli | Juli | Juli | Juli | Juli |
| Kw   | Mo   | Di   | Mi   | Do   | Fr   | Sa   | So   |
| ---- | ---- | ---- | ---- | ---- | ---- | ---- | ---- |
| 26   |      |      |      |      |      |      | 1    |
| 27   | 2    | 3    | 4    | 5    | 6    | 7    | 8    |
| 28   | 9    | 10   | 11   | 12   | 13   | 14   | 15   |
| 29   | 16   | 17   | 18   | 19   | 20   | 21   | 22   |
| 30   | 23   | 24   | 25   | 26   | 27   | 28   | 29   |
| 31   | 30   | 31   |      |      |      |      |      |

| August | August | August | August | August | August | August | August |
| Kw     | Mo     | Di     | Mi     | Do     | Fr     | Sa     | So     |
| ------ | ------ | ------ | ------ | ------ | ------ | ------ | ------ |
| 31     |        |        | 1      | 2      | 3      | 4      | 5      |
| 32     | 6      | 7      | 8      | 9      | 10     | 11     | 12     |
| 33     | 13     | 14     | 15     | 16     | 17     | 18     | 19     |
| 34     | 20     | 21     | 22     | 23     | 24     | 25     | 26     |
| 35     | 27     | 28     | 29     | 30     | 31     |        |        |

| September | September | September | September | September | September | September | September |
| Kw        | Mo        | Di        | Mi        | Do        | Fr        | Sa        | So        |
| --------- | --------- | --------- | --------- | --------- | --------- | --------- | --------- |
| 35        |           |           |           |           |           | 1         | 2         |
| 36        | 3         | 4         | 5         | 6         | 7         | 8         | 9         |
| 37        | 10        | 11        | 12        | 13        | 14        | 15        | 16        |
| 38        | 17        | 18        | 19        | 20        | 21        | 22        | 23        |
| 39        | 24        | 25        | 26        | 27        | 28        | 29        | 30        |

| Oktober | Oktober | Oktober | Oktober | Oktober | Oktober | Oktober | Oktober |
| Kw      | Mo      | Di      | Mi      | Do      | Fr      | Sa      | So      |
| ------- | ------- | ------- | ------- | ------- | ------- | ------- | ------- |
| 40      | 1       | 2       | 3       | 4       | 5       | 6       | 7       |
| 41      | 8       | 9       | 10      | 11      | 12      | 13      | 14      |
| 42      | 15      | 16      | 17      | 18      | 19      | 20      | 21      |
| 43      | 22      | 23      | 24      | 25      | 26      | 27      | 28      |
| 44      | 29      | 30      | 31      |         |         |         |         |

| November | November | November | November | November | November | November | November |
| Kw       | Mo       | Di       | Mi       | Do       | Fr       | Sa       | So       |
| -------- | -------- | -------- | -------- | -------- | -------- | -------- | -------- |
| 44       |          |          |          | 1        | 2        | 3        | 4        |
| 45       | 5        | 6        | 7        | 8        | 9        | 10       | 11       |
| 46       | 12       | 13       | 14       | 15       | 16       | 17       | 18       |
| 47       | 19       | 20       | 21       | 22       | 23       | 24       | 25       |
| 48       | 26       | 27       | 28       | 29       | 30       |          |          |

| Dezember | Dezember | Dezember | Dezember | Dezember | Dezember | Dezember | Dezember |
| Kw       | Mo       | Di       | Mi       | Do       | Fr       | Sa       | So       |
| -------- | -------- | -------- | -------- | -------- | -------- | -------- | -------- |
| 48       |          |          |          |          |          | 1        | 2        |
| 49       | 3        | 4        | 5        | 6        | 7        | 8        | 9        |
| 50       | 10       | 11       | 12       | 13       | 14       | 15       | 16       |
| 51       | 17       | 18       | 19       | 20       | 21       | 22       | 23       |
| 52       | 24       | 25       | 26       | 27       | 28       | 29       | 30       |
| 1        | 31       |          |          |          |          |          |          |

| Januar | Januar | Januar | Januar | Januar | Januar | Januar | Januar |
| Kw     | Mo     | Di     | Mi     | Do     | Fr     | Sa     | So     |
| ------ | ------ | ------ | ------ | ------ | ------ | ------ | ------ |
| 1      | 1      | 2      | 3      | 4      | 5      | 6      | 7      |
| 2      | 8      | 9      | 10     | 11     | 12     | 13     | 14     |
| 3      | 15     | 16     | 17     | 18     | 19     | 20     | 21     |
| 4      | 22     | 23     | 24     | 25     | 26     | 27     | 28     |
| 5      | 29     | 30     | 31     |        |        |        |        |

| Februar | Februar | Februar | Februar | Februar | Februar | Februar | Februar |
| Kw      | Mo      | Di      | Mi      | Do      | Fr      | Sa      | So      |
| ------- | ------- | ------- | ------- | ------- | ------- | ------- | ------- |
| 5       |         |         |         | 1       | 2       | 3       | 4       |
| 6       | 5       | 6       | 7       | 8       | 9       | 10      | 11      |
| 7       | 12      | 13      | 14      | 15      | 16      | 17      | 18      |
| 8       | 19      | 20      | 21      | 22      | 23      | 24      | 25      |
| 9       | 26      | 27      | 28      |         |         |         |         |

| März | März | März | März | März | März | März | März |
| Kw   | Mo   | Di   | Mi   | Do   | Fr   | Sa   | So   |
| ---- | ---- | ---- | ---- | ---- | ---- | ---- | ---- |
| 9    |      |      |      | 1    | 2    | 3    | 4    |
| 10   | 5    | 6    | 7    | 8    | 9    | 10   | 11   |
| 11   | 12   | 13   | 14   | 15   | 16   | 17   | 18   |
| 12   | 19   | 20   | 21   | 22   | 23   | 24   | 25   |
| 13   | 26   | 27   | 28   | 29   | 30   | 31   |      |

| April | April | April | April | April | April | April | April |
| Kw    | Mo    | Di    | Mi    | Do    | Fr    | Sa    | So    |
| ----- | ----- | ----- | ----- | ----- | ----- | ----- | ----- |
| 13    |       |       |       |       |       |       | 1     |
| 14    | 2     | 3     | 4     | 5     | 6     | 7     | 8     |
| 15    | 9     | 10    | 11    | 12    | 13    | 14    | 15    |
| 16    | 16    | 17    | 18    | 19    | 20    | 21    | 22    |
| 17    | 23    | 24    | 25    | 26    | 27    | 28    | 29    |
| 18    | 30    |       |       |       |       |       |       |

| Mai | Mai | Mai | Mai | Mai | Mai | Mai | Mai |
| Kw  | Mo  | Di  | Mi  | Do  | Fr  | Sa  | So  |
| --- | --- | --- | --- | --- | --- | --- | --- |
| 18  |     | 1   | 2   | 3   | 4   | 5   | 6   |
| 19  | 7   | 8   | 9   | 10  | 11  | 12  | 13  |
| 20  | 14  | 15  | 16  | 17  | 18  | 19  | 20  |
| 21  | 21  | 22  | 23  | 24  | 25  | 26  | 27  |
| 22  | 28  | 29  | 30  | 31  |     |     |     |

| Juni | Juni | Juni | Juni | Juni | Juni | Juni | Juni |
| Kw   | Mo   | Di   | Mi   | Do   | Fr   | Sa   | So   |
| ---- | ---- | ---- | ---- | ---- | ---- | ---- | ---- |
| 22   |      |      |      |      | 1    | 2    | 3    |
| 23   | 4    | 5    | 6    | 7    | 8    | 9    | 10   |
| 24   | 11   | 12   | 13   | 14   | 15   | 16   | 17   |
| 25   | 18   | 19   | 20   | 21   | 22   | 23   | 24   |
| 26   | 25   | 26   | 27   | 28   | 29   | 30   |      |

| Juli | Juli | Juli | Juli | Juli | Juli | Juli | Juli |
| Kw   | Mo   | Di   | Mi   | Do   | Fr   | Sa   | So   |
| ---- | ---- | ---- | ---- | ---- | ---- | ---- | ---- |
| 26   |      |      |      |      |      |      | 1    |
| 27   | 2    | 3    | 4    | 5    | 6    | 7    | 8    |
| 28   | 9    | 10   | 11   | 12   | 13   | 14   | 15   |
| 29   | 16   | 17   | 18   | 19   | 20   | 21   | 22   |
| 30   | 23   | 24   | 25   | 26   | 27   | 28   | 29   |
| 31   | 30   | 31   |      |      |      |      |      |

| August | August | August | August | August | August | August | August |
| Kw     | Mo     | Di     | Mi     | Do     | Fr     | Sa     | So     |
| ------ | ------ | ------ | ------ | ------ | ------ | ------ | ------ |
| 31     |        |        | 1      | 2      | 3      | 4      | 5      |
| 32     | 6      | 7      | 8      | 9      | 10     | 11     | 12     |
| 33     | 13     | 14     | 15     | 16     | 17     | 18     | 19     |
| 34     | 20     | 21     | 22     | 23     | 24     | 25     | 26     |
| 35     | 27     | 28     | 29     | 30     | 31     |        |        |

| September | September | September | September | September | September | September | September |
| Kw        | Mo        | Di        | Mi        | Do        | Fr        | Sa        | So        |
| --------- | --------- | --------- | --------- | --------- | --------- | --------- | --------- |
| 35        |           |           |           |           |           | 1         | 2         |
| 36        | 3         | 4         | 5         | 6         | 7         | 8         | 9         |
| 37        | 10        | 11        | 12        | 13        | 14        | 15        | 16        |
| 38        | 17        | 18        | 19        | 20        | 21        | 22        | 23        |
| 39        | 24        | 25        | 26        | 27        | 28        | 29        | 30        |

| Oktober | Oktober | Oktober | Oktober | Oktober | Oktober | Oktober | Oktober |
| Kw      | Mo      | Di      | Mi      | Do      | Fr      | Sa      | So      |
| ------- | ------- | ------- | ------- | ------- | ------- | ------- | ------- |
| 40      | 1       | 2       | 3       | 4       | 5       | 6       | 7       |
| 41      | 8       | 9       | 10      | 11      | 12      | 13      | 14      |
| 42      | 15      | 16      | 17      | 18      | 19      | 20      | 21      |
| 43      | 22      | 23      | 24      | 25      | 26      | 27      | 28      |
| 44      | 29      | 30      | 31      |         |         |         |         |

| November | November | November | November | November | November | November | November |
| Kw       | Mo       | Di       | Mi       | Do       | Fr       | Sa       | So       |
| -------- | -------- | -------- | -------- | -------- | -------- | -------- | -------- |
| 44       |          |          |          | 1        | 2        | 3        | 4        |
| 45       | 5        | 6        | 7        | 8        | 9        | 10       | 11       |
| 46       | 12       | 13       | 14       | 15       | 16       | 17       | 18       |
| 47       | 19       | 20       | 21       | 22       | 23       | 24       | 25       |
| 48       | 26       | 27       | 28       | 29       | 30       |          |          |

| Dezember | Dezember | Dezember | Dezember | Dezember | Dezember | Dezember | Dezember |
| Kw       | Mo       | Di       | Mi       | Do       | Fr       | Sa       | So       |
| -------- | -------- | -------- | -------- | -------- | -------- | -------- | -------- |
| 48       |          |          |          |          |          | 1        | 2        |
| 49       | 3        | 4        | 5        | 6        | 7        | 8        | 9        |
| 50       | 10       | 11       | 12       | 13       | 14       | 15       | 16       |
| 51       | 17       | 18       | 19       | 20       | 21       | 22       | 23       |
| 52       | 24       | 25       | 26       | 27       | 28       | 29       | 30       |
| 1        | 31       |          |          |          |          |          |          |

## Ereignisse

### Politik und Weltgeschehen

#### Kroatien
- 27. Februar: Fünf Monate nach der vernichtenden Niederlage in der Schlacht bei Nikopolis ruft König Sigismund von Luxemburg den kroatischen Sabor (Versammlung/Landtag) in der Stadt Križevci zusammen, beschuldigt den kroatischen Ban Stjepan II. Lacković, einen Anhänger von Karlo II. Drački, die Niederlage verursacht zu haben, und lässt ihn zusammen mit seinen Anhängern auf der Stelle ermorden.

#### Heiliges Römisches Reich
- 7. Juni: Graf Dietrich II. von der Mark und sein Bruder Graf Adolf II. von Kleve besiegen Herzog Wilhelm II. von Berg in der Schlacht von Kleverhamm, nachdem letzterer im Frühjahr zusammen mit seinem Cousin, Herzog Wilhelm von Jülich und Geldern in der Grafschaft Kleve eingefallen ist. Wilhelm II. gerät in Gefangenschaft. Er kann zwar sich und seinen Anhang freikaufen, muss dafür aber große Teile seines Herrschaftsgebietes verpfänden. Seine Söhne Adolf, Gerhard und Wilhelm sehen dadurch ihr Erbe bedroht und lehnen sich offen gegen den Vater auf.

#### Kalmarer Union

Die Ostsee während der Kalmarer Union

67 Personen des geistlichen und weltlichen Adels von Dänemark, Norwegen und Schweden unterzeichnen am 17. Juni in Kalmar unter Federführung der sowohl in Dänemark-Norwegen als auch in Schweden zur Herrscherin erkorenen Margarethe I. einen Vertragsentwurf, der nie ratifiziert wird, Skandinavien aber für rund eineinhalb Jahrhunderte in der Kalmarer Union faktisch vereint. Jedes Reich behält seinen Reichsrat und Regierungsaufbau. Margarethes Großneffe Erik VII. wird zum gemeinsamen König der drei nordischen Reiche gekrönt. Margarethe I. erhält die Generalvollmacht für die Reichsverweserschaft und hält die faktische Macht in ihren Händen.

#### England
König Richard II., der mit Hilfe seines Onkels John of Gaunt, 1. Duke of Lancaster, seine Macht im Königreich England wieder gefestigt hat, beginnt trotz einer erst kürzlich erfolgten Aussöhnung mit der Verfolgung der Lords Appellant, die ihn 1387 entmachtet und gefangengesetzt haben. Der Erste, der Richards Rache zu spüren bekommt, ist Richard FitzAlan, 11. Earl of Arundel, der am 21. September hingerichtet wird.

#### Urkundliche Ersterwähnungen
- La Chaux-des-Breuleux, Le Noirmont und Lurtigen werden erstmals urkundlich erwähnt.

### Wirtschaft
- Das Steuerbuch der Stadt München erwähnt für das Anwesen in der Neuhausergasse 4 erstmals einen Brauer, Hans Welser, das spätere Spatenbräu.
- In einem Kölner Amtsbrief wird erstmals der Berufsstand des Barbiers erwähnt.

### Kultur und Religion

#### Buddhismus
Der buddhistische Tempel Kinkaku-ji in Kyōto, Japan, wird als Alterssitz von Ashikaga Yoshimitsu errichtet. Die gesamte Architektur vereint unterschiedliche japanische Stile und ist gleichzeitig von chinesischen Bauelementen beeinflusst. Der fragile Pavillon besteht im Wesentlichen aus drei Geschossen unterschiedlichen Stils, umringt von Rundbalkonen.

#### Christentum
- Im Großfürstentum Moskau wird das Kirillo-Beloserski-Kloster gegründet.
- Das Kloster Ahrensbök in Holstein wird errichtet.
- Im Laufe des Jahres werden im Zuge der Inquisition unter dem Inquisitor Petrus Zwicker in Steyr/Österreich zwischen 80 und 100 Männer und Frauen hingerichtet, die überwiegend dem Waldenserglauben angehören. Auch Kinder werden vor das Inquisitionsgericht geladen und verurteilt.

### Gesellschaft
- Januar: John of Gaunt, 1. Duke of Lancaster, ehelicht seine langjährige Mätresse Catherine Swynford. Dies sorgt für einen gesellschaftlichen Skandal, vor allem als der Herzog im Februar die vier gemeinsamen Kinder vom Papst legitimieren lässt.
- In Ravensburg wird unter Federführung von Johannes II. von Waldburg die patrizische Gesellschaft zum Esel gegründet.

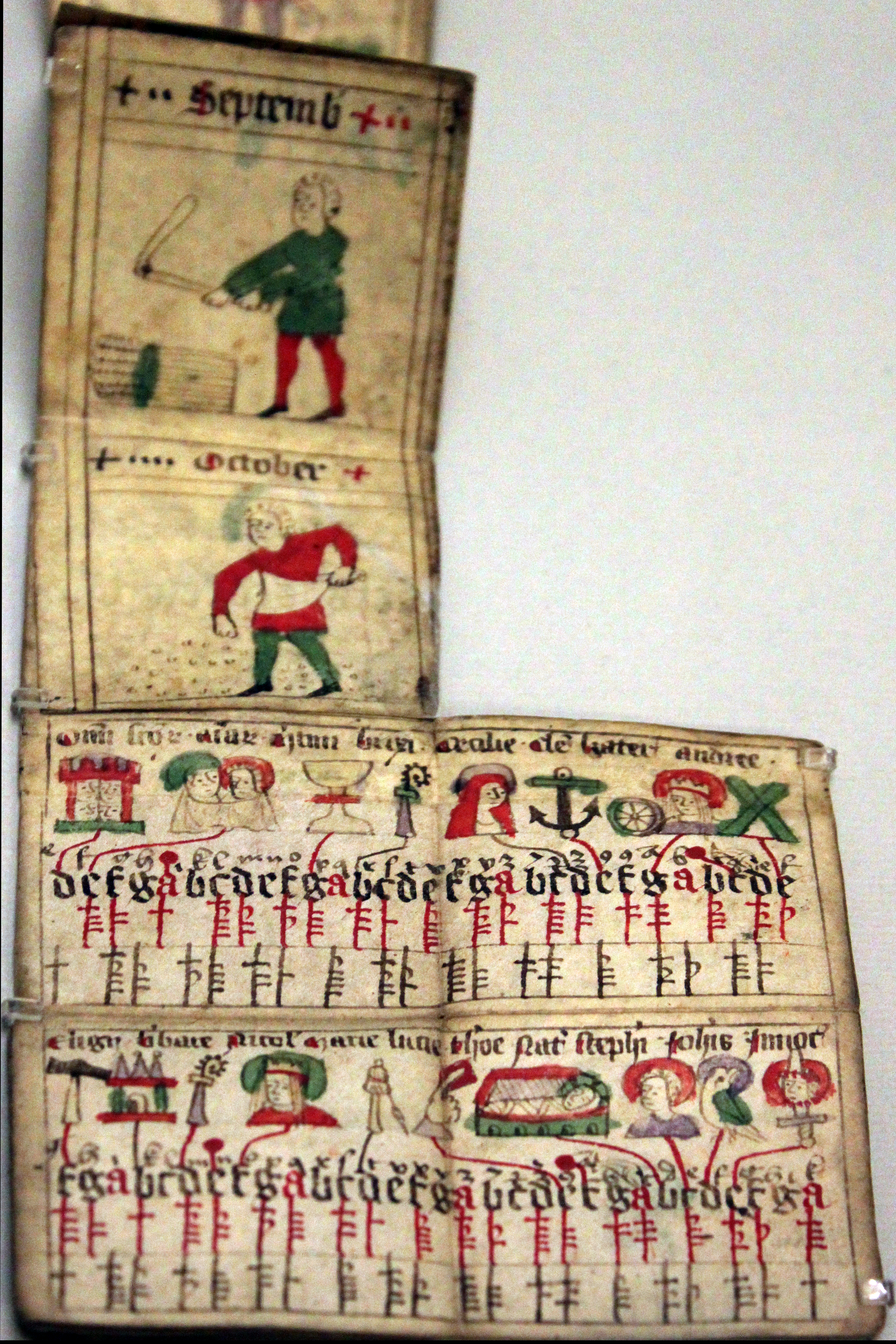
Taschenkalender 1397

### Natur und Umwelt
- Der Bergwald oberhalb von Andermatt wird urkundlich unter Schutz gestellt.

## Geboren

### Geburtsdatum gesichert
- 22. Januar: Louis de Valois, duc de Guyenne, französischer Thronfolger, Dauphin von Vienne († 1415)
- 21. Februar: Isabel de Portugal, portugiesische Infantin und Herzogin von Burgund († 1471)
- 15. Mai: Sejong, König der koreanischen Joseon-Dynastie († 1450)

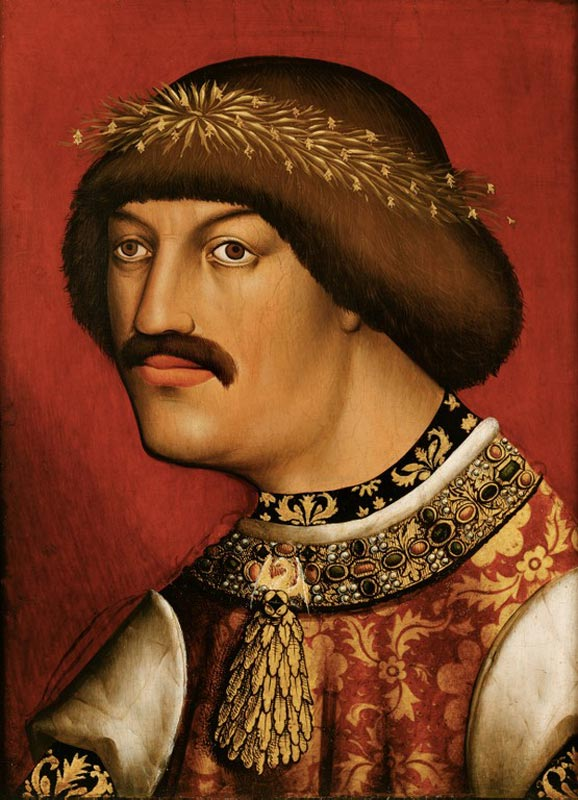
Albrecht II. von Habsburg

- 16. August: Albrecht II., Herzog von Österreich, römisch-deutscher König sowie König von Ungarn, Kroatien und Böhmen († 1439)
- 16. September: Bāisonqur, Prinz der Timuriden, Förderer der Künste und der Architektur († 1433)
- 15. November: Nikolaus V. Papst († 1455)

### Genaues Geburtsdatum unbekannt
- Albrecht V., Herzog zu Mecklenburg († 1423)
- Elisabeth von Eitzing, österreichische Adelige († 1466)
- Heinrich IV., Graf von Holstein und Herzogprätendent von Schleswig († 1427)
- Nōami, japanischer Mönch-Maler († 1471)
- Paolo dal Pozzo Toscanelli, Florentiner Arzt, Mathematiker, Astronom und Kartograf († 1482)
- Paolo Uccello, Florentiner Maler und Mosaikkünstler († 1475)

### Geboren um 1397
- 29. Juni 1397 oder 1398: Johann II., König von Aragón, Navarra und Sardinien († 1479)
- Katherine Neville, englische Adelige, Duchess of Norfolk und Baroness Beaumont († nach 1483)
- Wenzel II., Herzog von Troppau und Leobschütz († zwischen 1445 und 1447)
- Johann Westphal, Bürgermeister von Lübeck († 1474)

## Gestorben

### Erstes Halbjahr
- 11. Januar: Skirgaila, Fürst von Polozk und Trakai, Regent von Litauen, Fürst von Minsk, Swislotsch und Kiew (* um 1354)
- 21. Januar: Albrecht II., Herzog von Straubing-Holland, Statthalter des niederbayerischen Teils des Herzogtums (* 1368)
- 22. Januar: Everhard von Muisgen, Weihbischof in Köln
- 25. Januar: Ruprecht Pipan, Kurprinz von der Pfalz (* 1375)
- 26. Januar: Heinrich V. von Werdenberg-Sargans, Graf von Vaduz (* um 1345)
- 11. Februar: Heinrich von Langenstein, deutscher Theologe, Kirchenpolitiker und Astronom, Vizekanzler der Sorbonne und Rektor der Universität Wien (* 1325)
- 16. Februar: Heinrich VI., Graf von Waldeck (* um 1340)
- 18. Februar: Enguerrand VII. de Coucy, Graf von Soissons, Pair von Frankreich und englischer Peer (* um 1339)
- 27. Februar: Stjepan II. Lacković, Ban von Kroatien und Dalmatien
- 14. März: Heinrich VIII., Herzog von Sagan und Glogau und Herzog von Freystadt, Grünberg und Sprottau (* 1357/1363)
- 25. April: Thomas Holland, englischer Adeliger und Militär im Hundertjährigen Krieg (* 1350)
- 8. Mai: Nikolaus, Graf von Holstein-Rendsburg (* 1321)
- 12. Mai: Heinrich Totting von Oyta, deutscher Theologe und Philosoph (* um 1330)
- 3. Juni: William Montagu, englischer Militär und Magnat (* 1329)
- 6. Juni: Nikolaus von Riesenburg, Bischof von Konstanz und Olmütz
- 11. Juni: Stefan Poduška von Martinitz, königlicher Rat und Günstling des böhmischen Königs Wenzel IV. sowie Landeshauptmann von Glatz und Landeshauptmann von Frankenstein
- 16. Juni: Philippe d’Artois, Graf von Eu und Connétable von Frankreich (* um 1358)

### Zweites Halbjahr
- 7. Juli: Jean Le Mercier, aus Schottland stammender Notar und Sekretär, Berater der französischen Könige Karl V. und Karl VI.
- vor dem 14. Juli: Jacobello Alberegno, italienischer Maler
- 15. Juli: Katharina von Henneberg, Markgräfin von Meißen (* um 1334)
- 18. Juli: Heinrich III., Graf von Saarwerden
- 26. Juli: Erich, Herzog zu Mecklenburg
- 16. August: Philipp II. von Alençon, französischer Kardinal (* 1338/1339)
- 27. August: Ralph de Cromwell, englischer Adeliger
- 28. August: Heinrich Kuwal, Priester des Deutschen Ordens und Bischof von Samland

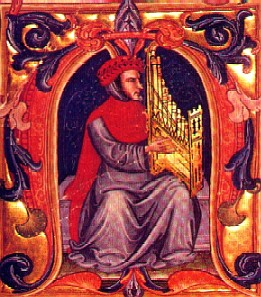
Landini mit Lorbeerkranz und Portativ (Illustration aus dem Squarcialupi-Codex)

- 2. September: Francesco Landini, italienischer Komponist, Organist, Sänger, Multiinstrumentalist und Dichter (* um 1325)
- 8. September: Thomas of Woodstock, 1. Duke of Gloucester, englischer Adeliger (* 1355)
- 11. September: Pernelle Flamel, Pariser Wohltäterin und Alchimistin (* 1320 oder 1340)
- 21. September: Richard FitzAlan, englischer Adeliger und Mitglied der Lords Appellant (* 1346)
- 6. Oktober: Vuk Branković, serbischer Adeliger und Territorialfürst (* 1345)
- 22. Dezember: Guido II., Graf von Blois, Dunois und Soissons, sowie Herr von Chimay und Avesnes
- 27. Dezember: Robert Waldby, englischer Geistlicher (* um 1335)

### Genaues Todesdatum unbekannt
- Februar oder März: al-Achlātī, islamischer Okkultist und Autor
- zwischen 11. Februar und 15. Juli: Albrecht I., Herzog zu Mecklenburg-Stargard, Domherr zu Schwerin und Koadjutor des Bischofs zu Dorpat
- März: Bonino da Campione italienischer Bildhauer (* um 1325)
- Mai: Antonios IV., Patriarch von Konstantinopel
- zwischen 14. Juni und 1. Juli: Johann II., Herzog von Bayern-München (* um 1341)
- August: Helena Kantakuzene, Kaiserin des Byzantinischen Reichs (* 1333/1334)
- November: Heinrich von Bar, französischer Adeliger (* 1362)
- Nikolaus von Basel, Schweizer Wanderprediger
- Johann, Infant von Portugal, Herzog von Valencia de Campos und Herr von Alba de Tormes (* um 1349)
- Johann II., Herr von Beauvoir und Richebourg, sowie Graf von Brienne und Conversano
- Ludwig Krafft von Balzheim, Bürgermeister von Ulm (* um 1330)
- Ocka tom Brok, Tochter des Häuptling des Brokmer- und des Auricherlands (* um 1377)
- Otto von Bubenberg, Schultheiss von Bern (* 1360)
- Puta der Ältere von Častolowitz, böhmischer Adeliger
- Johannes Walteri von Sinten, Erzbischof von Riga
- Johannes von Thienen, Truchsess und Drost des Schauenburger Grafen Nikolaus (* 1342)

### Gestorben um 1397
- Volmer in St. Jacobstraß, Schöffe und Bürgermeister von Aachen